# Света Троица (Негуш)
„Света Троица“ (на гръцки: Ιερός Ναός Αγίας Τριάδας) е православна църква в южномакедонския град Негуш (Науса), Егейска Македония, Гърция. Храмът е част от енория „Преображение Господне“ на Берската, Негушка и Камбанийска епархия на Църквата на Гърция.
Църквата е разположена в Батани, на десния бряг на Арапица, близо до малкия парк и църквата „Благовещение Богородично“. Храмът е с площ от приблизително 50 m2 и е заобиколен от малък двор с дървета, в който е построена камбанария. Вътре в храма има много красив бял иконостас с вградени преносими икони. Покривът е с керемиди, а таванът е дървен.